# Емлін (Кентуккі)
Емлін (англ. Emlyn) — переписна місцевість (CDP) в США, в окрузі Вітлі штату Кентуккі. Населення — 417 осіб (2020).

## Географія
Емлін розташований за координатами 36°42′4″ пн. ш. 84°8′32″ зх. д. / 36.70111° пн. ш. 84.14222° зх. д. (36.701150, -84.142290).  За даними Бюро перепису населення США в 2010 році переписна місцевість мала площу 1,92 км², з яких 1,85 км² — суходіл та 0,07 км² — водойми.

## Демографія
Згідно з переписом 2010 року, у переписній місцевості мешкало 427 осіб у 169 домогосподарствах у складі 123 родин. Густота населення становила 223 особи/км².  Було 185 помешкань (96/км²).
Расовий склад населення:
| - 98,6 % — білих - 0,5 % — азіатів - 0,2 % — чорних або афроамериканців |

До двох чи більше рас належало 0,7 %. Частка іспаномовних становила 0,0 % від усіх жителів.
За віковим діапазоном населення розподілялося таким чином: 26,0 % — особи молодші 18 років, 59,9 % — особи у віці 18—64 років, 14,1 % — особи у віці 65 років та старші. Медіана віку мешканця становила 38,1 року. На 100 осіб жіночої статі у переписній місцевості припадало 97,7 чоловіків;  на 100 жінок у віці від 18 років та старших — 91,5 чоловіків також старших 18 років.
Середній дохід на одне домашнє господарство  становив 42 908 доларів США (медіана — 41 250), а середній дохід на одну сім'ю — 44 687 доларів (медіана — 50 417). За межею бідності перебувало 27,2 % осіб, у тому числі 37,0 % дітей у віці до 18 років та 0,0 % осіб у віці 65 років та старших.
Цивільне працевлаштоване населення становило 145 осіб. Основні галузі зайнятості: виробництво — 29,0 %, транспорт — 17,2 %, публічна адміністрація — 15,2 %, фінанси, страхування та нерухомість — 15,2 %.